# 奋起湖冷水花
奋起湖冷水花，又名奮起湖冷水麻（学名：Pilea funkikensis）是荨麻科冷水花属的植物。分布在台灣本島，為台灣的特有植物，见于山区潮湿处。命名來自台灣嘉義奮起湖。